# Кока Святого Івана

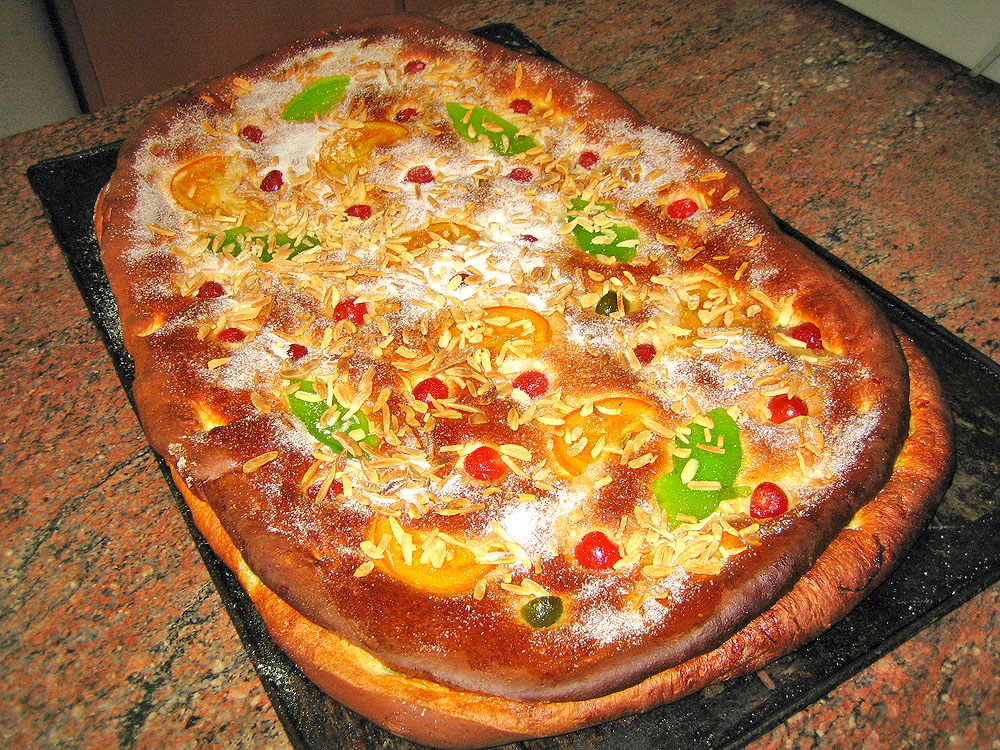

Ко́ка Свято́го Іва́на (кат. Coca de Sant Joan, вимова [ˈkɔkə də san ʑuˈan]) — типова традиційна страва каталонської кухні, солодка піца, яку готують один раз на рік: 24 червня, на день Св. Івана Хрестителя. Для начинки використовують шматочки помаранчів, дині, черешні. Для приготування коржа замість масла використовується топлене сало.
Існує велика різноманітність коки Сан-Хуана. Деякі, наприклад, перед фруктами наносять тонкий шар відновленого марципану з яєчного білка. Інші включають шар кондитерського крему або каталонського крему. Вони також можуть включати кедрові горіхи, мигдаль, йогурт тощо. 
Кока де Сан Хуан (Кастельон). У провінції Аліканте, а особливо в муніципалітеті Сан-Хуан-де-Аліканте, є однойменна кока, але це різновид овочевої коки з тунцем. На Менорці такою назвою іноді називають кока-бамбу, яку їдять під час свят у Сан-Хуані.